# Боґути-Лесьне
Боґути-Лесьне (пол. Boguty Leśne) — село в Польщі, у гміні Боґути-П'янки Островського повіту Мазовецького воєводства.
У 1975-1998 роках село належало до Ломжинського воєводства.